# Cheiracanthium molle
Cheiracanthium molle är en spindelart som beskrevs av Ludwig Carl Christian Koch 1875. Cheiracanthium molle ingår i släktet Cheiracanthium och familjen sporrspindlar.
Artens utbredningsområde är Etiopien. Inga underarter finns listade i Catalogue of Life.